# Júlio Augusto Henriques
Júlio Augusto Henriques, född den 17 januari 1838 i Arco de Baúlhe i provinsen Minho, död den 15 januari 1928 i Coimbra, var en portugisisk botaniker.
Henriques blev 1873 professor i botanik vid universitetet i Coimbra och direktör för universitetets botaniska trädgård. Som lärare och författare bidrog han kraftigt till att utveckla de botaniska studierna i Portugal samt den botaniska utforskningen av Portugals och dess koloniers. Han blev 1907 hedersdoktor i Uppsala.
Henriques skrev Expediçaõ scientifica á serra da Estrella em 1881. Secçaõ botanica (1883), flera läroböcker och handböcker i botanik och jordbruk samt många uppsatser, behandlande systematisk och tillämpad botanik, i tidskrifter, särskilt i den av honom grundade Boletim da Sociedade Broteriana.